# Theo Travis

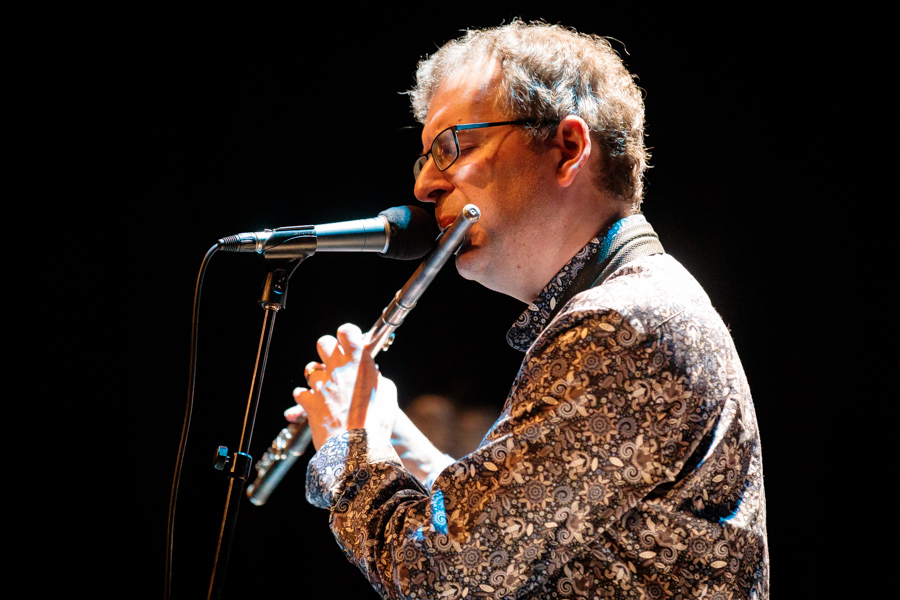
Theo Travis (2018)
Foto: Tore Sætre

Theo Travis (Birmingham, 7 juli 1964) is een Brits saxofonist en dwarsfluitist. Hij studeerde aan de Universiteit van Manchester. Hij is niet zo bekend als soloartiest, maar heeft meegespeeld op albums en optredens van bands van diverse pluimage. Hij heeft gespeeld met Gong, Porcupine Tree, The Tangent, Bass Communion, No-man, David Sylvian, Burnt Friedman , Dave and Richard Sinclair. Daarnaast is hij vast lid van de band Cipher en verving hij in Soft Machine Legacy de saxofonist Elton Dean na diens overlijden.

## Prijzen
Travis' album View From the Edge kwam in 1994 als beste uit de bus in de categorie British Jazz, bij een onderzoek gehouden onder recensenten en lezers van Jazz on CD.

## Discografie
- Double Talk (33 Jazz) - 2007
- Eleven Bowls of Acidophilus Flute Salad (Tonefoat/C) - 2006
- Earth to Ether (33Jazz) - 2004
- Steve Lawson/Theo Travis: For the Love of Open Spaces (Pillow Mountain) - 2003
- Slow Life (Ether Sounds) - 2003
- Theo Travis/Mark Hewins: Guerrilla Music (Burning Shed) - 2002
- Burning Shed Records: Sampler Two -  Travis / Hewins track "Slow Life" (Burning Shed) - 2002
- Heart of the Sun - 2001
- Passion Dance - Live at Ronnie's - 1999
- Marshall Travis Wood: Bodywork (33Jazz) - 1998
- Secret Island (33Jazz) - 1996
- View From the Edge (33Jazz) - 1994 ("Best British Jazz CD 1994")
- 2 AM - 1993

#### Collaborations
- Jade Warrior : NOW - 2008
- Robert Fripp : Thread - 2008
- The Tangent: Not as Good as the Book (Inside Out) - 2008
- No-man: Schoolyard Ghosts (Kscope/Snapper Music) - 2008
- Bass Communion: Pacific Codex (Headphone Dust) - 2008
- Cary Grace: Where You Go (Door 13 Music) - 2007
- The Tangent: A Place in the Queue (Inside Out) - 2006
- John Lester: So Many Reasons (Midnite Cafe) - 2006
- Porcupine Tree: Stupid Dream (Special Edition 2 cd set) (Lava/Atlantic) - 2006
- Cipher: Elemental Forces (Burning Shed) - 2005
- Nine Horses: (David Sylvian/Steve Jansen/Burnt Friedman) Snow Bourne Sorrow - (SamadhiSound) - 2005
- Bass Communion: Indicates Void (Tonefloat) - 2005
- A Marble Calm: Surfacing (Burning Shed) - 2004
- The Tangent: The World That We Drive Through (Inside Out) - 2004
- Steven Wilson:  Unreleased Electronic Music Volume 1 (Headphone Dust) - 2004
- Bass Communion: Ghosts on magnetic tape (Headphone Dust) - 2004
- Tito Lopez Combo: Still Smokin' (Tito's Records) - 2004
- Karen Lane: Taste - 2004
- David Sinclair: Into the Sun - 2003
- David Sinclair: Full Circle - 2003
- Uri Geller: Meditations (Forkbender) - 2003
- Uri Geller: Words of Courage and Inspiration (Forkbender) - 2003
- Darkroom: Remixes - 2003
- Porcupine Tree: The Sky Moves Sideways (Reissue) (Delerium) - 2003
- House of Thandoy: House of Thandoy - 2003
- Harbans Srih's Vybesmen: Harbans Srih's Vybesmen (Tito Records) - 2003
- Bass Communion: / Various Bass Communion remixed (Headphone Dust) - 2003
- No-man: All that you are (Hidden Art ep) - 2003
- Aphratec: The Discerning Dancefloor - Volume One "All Things" track on vinyl compilation  album (Care in the Community Records).
- Cipher: One Who Whispers (Gliss) - 2002
- Gong: OK Friends  (Gas) - 2002
- Gong: From Here to Eternity (2 cd reissue)  (Snapper) - 2002
- Gong: High above the Subterranea - live dvd (Snapper) - 2002
- Inconnu: Les Pensees de Nos Reves (ep) (Over Records) - 2002
- Akiko Kobayashi: Beloved (Warner Japan) - 2001
- Anja Garbarek: Smiling and Waving (Virgin Norway) - 2001
- Jansen Barbieri Karn (JBK): Playing in a room with people (Medium) - 2001  - (livealbum)
- Porcupine Tree: Recordings (Kscope/Snapper) - 2001
- Bass Communion: Bass Communion 3 (Burning Shed) - 2001
- Recreator: Solar Sahara (FMR) - 2001
- No-man: Lost Songs, Volume One (Burning Shed) - 2001
- No-man: Returning Jesus (3rd Stone) - 2001
- Rod Blake: Blake (Candid) - 2001
- Tito Lopez Combo: Tito Rides In (Acid Jazz)  - 2001
- Gong: Zero to Infinity (Snapper music) - 2000
- Gong: Live to Infinitea (Snapper music) - 2000
- Bass Communion: Invisible Soundtracks Macro 3 compilation (Leaf) - 2000 ("Quantico" track )
- Bass Communion: "Drugged" remix on Silver Apples Remix CD (3rd Stone) - 2000
- Porcupine Tree: Stranger by the minute/Even Less(pt 2) (single, Kscope) - 2000
- Cipher:  Hidden Art compilation  (Hidden Art) - 2000  - (exclusive Cipher track "The Lodger pt 2")
- Jansen Barbieri Karn: Medium sampler. (Medium) - 2000 - (live track "Life without buildings").
- Pulse Remix CD: DJ Spooky and Steve Jansen tracks (Medium) - 2000
- Porcupine Tree: Stupid Dream (Kscope) - 1999
- Porcupine Tree: Piano Lessons/ Ambulance Chasing (Kscope) - 1999  - single
- Various: The Sky Goes All The Way Home. (Voiceprint) - 1999 - (Cipher and No-Man tracks)
- Bass Communion: Bass Communion 2 (Hidden Art) - 1999
- Yukihiro Takahashi/Steve Jansen: Pulse (Con - Sipio) - 1999
- Cipher: No Ordinary Man (Hidden Art) - 1999
- Jansen Barbieri Karn: _ism (Medium) - 1998
- Masami Tsuchiya: Forest People (Polygram/ Cross) - 1998
- Bass Communion: Bass Communion (3rd Stone Records) - 1998
- Indigo Falls: Indigo Falls (Medium Productions) - 1998
- Velvet Smooth Moods 2 (Jazz FM Records) - 1998 - track on compilation
- The Great Unknown: It's out there (Infinity records) - 1998
- Sugizo: Truth (Polygram/Cross) - 1997
- Ute: Under The External (track - 'three breaths') Id/Mercury(Polygram) - 1997
- Dick Heckstall-Smith: Celtic Steppes (33 Records) - 1996
- Gaddy Zerbib: Gaddy Zerbib (Zerbib) - 1996
- Jive Nation: Under African Skies (Bridge Records) - 1996
- The Other Side: Dangerous Days (Bridge Records) - 1994
- Jade Warrior: Distant Echoes (Red Hot) - 1993